# Le Vauroux
Le Vauroux is een gemeente in het Franse departement Oise (regio Hauts-de-France) en telt 489 inwoners (1999). De plaats maakt deel uit van het arrondissement Beauvais.

## Geografie
De oppervlakte van Le Vauroux bedraagt 9,7 km², de bevolkingsdichtheid is 50,4 inwoners per km².
De onderstaande kaart toont de ligging van Le Vauroux met de belangrijkste infrastructuur en aangrenzende gemeenten.

## Demografie
Onderstaande figuur toont het verloop van het inwonertal (bron: INSEE-tellingen).